# Beta (finanza)
In finanza, il beta (β) è il coefficiente che misura il comportamento di un titolo rispetto al mercato, ovvero la variazione che un titolo storicamente assume rispetto alle variazioni del mercato. Matematicamente esso è il rapporto tra la covarianza tra i rendimenti dell'asset i-esimo e i rendimenti del portafoglio di mercato e la varianza dei rendimenti di mercato (δm). Esso può essere anche definito come (σi * ρim)/σm dove σi è lo scarto quadratico medio dei rendimenti dell'asset i-esimo, ρim è il coefficiente di correlazione tra i rendimenti dell'asset i-esimo e quelli del mercato ed infine σm è lo scarto quadratico medio dei rendimenti del portafoglio di mercato.

## Descrizione
Poiché la covarianza dei rendimenti del portafoglio di mercato con se stessi (covmm) è pari alla varianza dei rendimenti del portafoglio di mercato, il Beta del portafoglio di mercato è pari a 1. Avremo un β inferiore a 1, se il titolo i-esimo ha varianza inferiore, e quindi è meno rischioso, rispetto al portafoglio di mercato, mentre avremo un β superiore a 1, se il titolo i-esimo è più rischioso del portafoglio di mercato.
La procedura standard per stimare il coefficiente β è quella di effettuare una regressione tra i rendimenti dell'azione e i rendimenti del mercato nel seguente modo:
definire Ri, Rm, Rf e Rm-Rf (premio al rischio) - Questo è il CAPM
Ri = Rf + βi (Rm – Rf)
Ri = Rf – βi Rf + βi Rm
Raccogliendo Rf otteniamo:
Ri = (1 – βi) Rf + βi Rm
Ipotizzando di chiamare:
(1 – βi ) Rf = α 
Otteniamo la retta di regressione:
Ri = α + βi Rm + ε
dove ε rappresenta l'errore statistico che offre una misura dell'affidabilità della stima effettuata e che possiamo ipotizzare possa essere pari a zero.
Il Beta quindi non è altro che il coefficiente angolare della retta di regressione tra i rendimenti del titolo e del mercato, mentre il coefficiente α è l'intercetta che misura la differenza tra i rendimenti effettivamente prodotti dall'azione e il rendimento di equilibrio secondo il CAPM.
Il Beta che deriva dalla regressione, però, è definito Beta Levered, in quanto è un coefficiente che esprime la rischiosità dell'impresa complessiva, dunque per determinare la sola rischiosità operativa bisogna determinare il Beta Unlevered. Il Beta di un titolo azionario risente infatti sia del rischio operativo (o specifico) che del rischio finanziario (o sistemico), in conseguenza della particolare struttura finanziaria che la società ha e del suo livello di indebitamento ed è per questo che è fondamentale isolare gli effetti del rischio finanziario sul rischio totale dell'investimento nel titolo per capire quale sia il livello del rischio insito in determinate attività indipendentemente dalla struttura finanziaria delle società quotate che operano in quel settore.
Per calcolare il Beta Unlevered:

{\displaystyle \beta _{U}={\frac {\beta _{L}}{1+(1-T)*(D/E)}},~}

dove:
T indica la tassazione sul reddito d'impresa;
D indica il valore di mercato del debito dell'impresa;
E indica il valore di mercato del capitale azionario.